# Jorge Enrique Abello
Jorge Enrique Abello Moreno (Bogotá, 28 de febrero de 1968) es un actor colombiano conocido por sus papeles protagónicos en telenovelas como En los tacones de Eva y Yo soy Betty, la fea.

## Biografía
Jorge Enrique Abello Moreno nació en la Clínica del Country en Bogotá. Sus padres, Alberto Abello de Sucre y Heidi Moreno, no lo esperaban ya que entre el último de sus cuatro hermanos y él hay una diferencia de diez años.
Sus hermanos son: Alberto, Eduardo (fallecido en accidente de aviación en 1992), Juan Manuel y Mª Inés.
Estudió su bachillerato en el Gimnasio Moderno, y la universitaria en la Pontificia Universidad Javeriana - Facultad de Comunicación y lenguaje (Carrera de Comunicación social) / Facultad de Ciencias sociales (Carrera de Estudios literarios), de lo cual es licenciado, y lo que más le atrajo fue la producción de Televisión Educativa.

## Matrimonios e hijos
Estuvo casado con Marcela Salazar Jaramillo entre 1998 y 2006. De ese matrimonio nació una hija.
En el 2012 conoció, en la librería La Madriguera del Conejo, de la que él era socio; a María Isabel Gutiérrez. Después de tres años de noviazgo, el actor Jorge Enrique Abello le propuso matrimonio a su novia.
La boda se realizó el 13 de mayo de 2016. Tienen 2 hijos.

## Vida artística
Su primer papel fue para hacer la obra de teatro “Mirringa, Mirronga, la gata candonga”, un cuento de Rafael Pombo, donde hizo el papel protagonista. Apareció también en 1992 en la serie “Caballos de fuego” producida por la programadora Colombiana de televisión, transmitida en la cadena uno de Inravisión
En la universidad trabajó como director en vídeos institucionales y musicales, como jefe de publicidad de un programa de televisión, como asistente de producción, como director de cámaras y, finalmente, como actor. Si no hubiese cuajado en este campo, le habría gustado ser corresponsal de guerra o marino, porque le gusta el descubrimiento.
Después de realizar un seminario sobre la imagen cinematográfica en la Universidad Nacional, uno sobre la imagen en movimiento (dirigido por Giuseppe Ferrara) y de haber realizado talleres de teatro con Adelaida Nieto, Bellín Marchallac, Patricia Maldonado, Jorge Emilio Salazar y Ernesto Galindo a lo largo de diez años, empezó su carrera como actor.
Ha seguido trabajando en la producción de televisión. Se destaca la elaboración de la presentación de la serie “Amores como el nuestro”, de la segunda presentación que se realizó del programa “De pies a cabeza” y del vídeo "Una en un millón", del actor y cantante Marcelo Cezán.
Fue el director del musical "Persiana americana" y director de cámara submarina de "Mi única verdad", con el director Pepe Sánchez, entre otras muchas labores tras las cámaras.

## Filmografía

### Televisión
| Año       | Título                              | Personaje                                                                  |
| --------- | ----------------------------------- | -------------------------------------------------------------------------- |
| 1992-1993 | Espérame al final                   | Gilberto                                                                   |
| 1995-1996 | Las ejecutivas                      | Felipe Sáenz Reyes                                                         |
| 1996      | Tentaciones                         | Juan Andrés                                                                |
| 1996-1997 | La viuda de Blanco                  | Dr. Dimas Pantoja                                                          |
| 1997      | La mujer en el espejo               | Camilo Linares                                                             |
| 1998      | Julius                              | Álvaro Moreno                                                              |
| 1998-1999 | Perro amor                          | Diego Tamayo                                                               |
| 1999-2001 | Yo soy Betty, la fea                | Armando Mendoza Sáenz                                                      |
| 2001-2002 | Ecomoda                             | Armando Mendoza Sáenz                                                      |
| 2003-2004 | La costeña y el cachaco             | Antonio Andrade                                                            |
| 2004-2005 | Anita, no te rajes                  | Eduardo José Contreras                                                     |
| 2005      | Decisiones                          | Marcos Rivero                                                              |
| 2006      | Merlina, mujer divina               | Damián Ángel                                                               |
| 2006      | Llama del fijo amor                 | Alonso "el Caricontento"                                                   |
| 2006      | Los Reyes                           | El mismo (Invitado)                                                        |
| 2006-2008 | En los tacones de Eva               | Juan Camilo Caballero Jaramillo / Eva María León Jaramillo Vda. de Zúluaga |
| 2008-2009 | Aquí no hay quien viva              | Fernando "Fer"                                                             |
| 2010-2011 | A corazón abierto                   | Dr. Mauricio Hernández                                                     |
| 2012      | ¿Dónde está Elisa?                  | Cristóbal Rivas                                                            |
| 2013-2014 | Los graduados                       | Pablo Urrutia                                                              |
| 2016      | Sinú, río de pasiones               | Coronel Arteaga                                                            |
| 2016-2017 | La ley del corazón                  | Don Carlos / Segundo Camargo                                               |
| 2017-2020 | La Nocturna                         | Mario Quiñones                                                             |
| 2019      | Betty en NY                         | Armando Mendoza Sáenz (Cameo)                                              |
| 2019-2022 | El Inquisidor                       | Simón Restrepo                                                             |
| 2020      | Operación Pacífico                  | Manuel Mejía Montes "El Señor M"                                           |
| 2021      | Mil colmillos                       | Padre Rector                                                               |
| 2022      | Cochina envidia                     | Joaquín                                                                    |
| 2023      | Ana de nadie                        | Horacio Valenzuela                                                         |
| 2023      | P#t@s redes sociales                | Juan Manuel                                                                |
| 2024      | Primate                             | Sebastián                                                                  |
| 2024-2025 | Betty, la fea: la historia continúa | Armando Mendoza Sáenz                                                      |

### Presentador
| Año  | Título                               | Papel                                                |
| ---- | ------------------------------------ | ---------------------------------------------------- |
| 1996 | Premios TVyNovelas Colombia          | Copresentador de la Gala de entrega                  |
| 2000 | Premios TVyNovelas Colombia          | Copresentador de la Gala de entrega                  |
| 2002 | Premio Lo Nuestro                    | Copresentador de la Gala de entrega                  |
| 2004 | Premios INTE 2004                    | Animador de la Gala de entrega                       |
| 2005 | Unidos por el mundo-Telemundo/R.T.I. | Participante de la Gala por las víctimas del tsunami |
| 2012 | Protagonistas de nuestra tele 2012   | Profesor de actuación                                |
| 2013 | Protagonistas de nuestra tele 2013   | Jurado y profesor de actuación                       |
| 2014 | Protagonistas de nuestra tele 2014   | Jurado y profesor de actuación                       |
| 2014 | Kids’ Choice Awards Colombia 2014    | Presentador                                          |
| 2016 | Me caigo de la Risa                  | Presentador                                          |
| 2016 | Premios TVyNovelas Colombia          | Copresentador de la Gala de entrega                  |
| 2017 | Protagonistas de nuestra tele 2017   | Jurado                                               |
| 2022 | The Suso's Show                      | Jurado                                               |
| 2023 | LOL Colombia                         | Presentador                                          |

### Director de cine y televisión
| Año  | Título                                                              | Puesto                                                              |
| ---- | ------------------------------------------------------------------- | ------------------------------------------------------------------- |
| 1992 | Sobre todo                                                          | Asistente de dirección                                              |
| 1992 | Ojo al arte                                                         | Asistente de dirección                                              |
| 1992 | Mi única verdad                                                     | Director de cámara submarina                                        |
| 1993 | Persiana americana                                                  | Director de programa                                                |
| 1993 | Giovanni Falcone                                                    | Asistente de dirección                                              |
| 1994 | Premios Simón Bolívar                                               | Director de vídeos para la programación Cenpro TV (16 nominaciones) |
| 1997 | Instituto Alexander von Humboldt sobre la biodiversidad de Colombia | Director de vídeo                                                   |
| 1998 | Casinos de Hollywood                                                | Director del vídeo de lanzamiento para Colombia                     |
| 1999 | Tambre Corporación Ecuestre                                         | Director de vídeo institucional                                     |
| 2018 | Indecisa                                                            | Director de vídeo musical                                           |
| 2018 | Confesión                                                           | Director de vídeo musical                                           |
| 2018 | Limbo                                                               | Director de vídeo musical                                           |

### Escritor
| Año     | Título                                 | Clase                            |
| ------- | -------------------------------------- | -------------------------------- |
| 1987    | Cuando la muerte soñó ante el espejo   | Pieza de teatro inédita          |
| 2003    | ¿La Estatua de la Libertad, por favor? | Revista Gatopardo (Colombia)     |
| 2003-04 | Mi nombre es nadie                     | Revista Rolling Stone (Colombia) |

### Doblaje
| Año  | Título                                       | Acción   |
| ---- | -------------------------------------------- | -------- |
| 2006 | Documental: Los secretos del Código Da Vinci | Narrador |
| 2006 | Documental: El Evangelio prohibido de Judas  | Narrador |
| 2009 | Documental: Pecados de mi padre              | Narrador |

### Productor de televisión
| Año  | Título                 | Clase         |
| ---- | ---------------------- | ------------- |
| 1993 | Una en un millón       | Vídeo musical |
| 1995 | Juego limpio           | Serie         |
| 1996 | De pies a cabeza       | Serie         |
| 1998 | Amores como el nuestro | Serie         |

### Teatro
| Año     | Título             | Personaje       |
| ------- | ------------------ | --------------- |
| 2005-06 | Hamlet             | Horacio         |
| 2007    | El Principito      | El Zorro        |
| 2008    | Tu ternura Molotov | Daniel          |
| 2017    | Betty En Teatro    | Armando Mendoza |
| 2018    | Tan Galán          |                 |

### Otros trabajos
| Año  | Título                                            | Varios                                                     |
| ---- | ------------------------------------------------- | ---------------------------------------------------------- |
| 1994 | Cenpro TV                                         | Director de planta                                         |
| 1997 | Licitación para la TV pública de Datos y Mensajes | Asesor y productor                                         |
| 1999 | ¿Cómo así la Patasola?                            | Radionovela                                                |
| 2003 | Feria Internacional del Libro de Bogotá           | Lectura de un fragmento de Angosta de Héctor Abad          |
| 2004 | Cápsulas de promoción                             | Canal National Geographic                                  |
| 2005 | Defendamos la Reserva Cultural Colombiana         | Campaña televisiva                                         |
| 2007 | ¡Hágalo ya!                                       | Campaña de la Registraduría Nacional                       |
| 2009 | Champú EGO                                        | Campaña televisiva                                         |
| 2010 | Egmont                                            | Lectura de Egmont en el Festival Iberoamericano del teatro |
| 2015 | EnchufeTV                                         | Superman en Colombia                                       |

## Premios y nominaciones

### Kids Choice Awards
| Año  | Categoría    | Trabajo       | Resultado |
| ---- | ------------ | ------------- | --------- |
| 2015 | Chico Trendy | Los graduados | Ganador   |

### Premios India Catalina
| Año  | Categoría                             | Telenovela o Serie    | Resultado |
| ---- | ------------------------------------- | --------------------- | --------- |
| 2013 | Mejor actor protagónico de telenovela | ¿Dónde está Elisa?    | Nominado  |
| 2007 | Mejor actor protagónico               | En los tacones de Eva | Ganador   |
| 2000 | Mejor actor protagónico               | Yo soy Betty, la fea  | Nominado  |

### Premios TvyNovelas
| Año  | Categoría                             | Telenovela o Serie      | Resultado |
| ---- | ------------------------------------- | ----------------------- | --------- |
| 2014 | Mejor actor antagónico de telenovela  | Los Graduados           | Nominado  |
| 2011 | Mejor actor antagónico de serie       | A corazón abierto       | Ganador   |
| 2007 | Mejor actor protagónico               | En los tacones de Eva   | Nominado  |
| 2004 | Mejor actor protagónico de telenovela | La costeña y el cachaco | Nominado  |
| 2003 | Mejor actor protagónico de serie      | Ecomoda                 | Nominado  |
| 2001 | Mejor actor protagónico de telenovela | Yo soy Betty, la fea    | Ganador   |
| 1999 | Mejor actor de reparto                | Perro Amor              | Nominado  |
| 1995 | Mejor actor revelación                | Caballos de Fuego       | Ganador   |

### Otros premios obtenidos
- Premio El Tiempo a Mejor Actor por su Actuación en Yo soy Betty, la fea.
- Premio TV y Novelas México a Mejor Actor Internacional por su Actuación en Yo soy Betty, la fea.
- Premio Mara en Venezuela a Mejor Actor Protagónico Internacional por su Actuación en La costeña y el cachaco

## Reconocimientos
| Año  | Reconocimiento                                                                              |
| ---- | ------------------------------------------------------------------------------------------- |
| 1985 | Seleccionado entre los mejores 100 estudiantes de español por la Real Academia Española     |
| 1991 | Medalla de honor del Museo Nacional por aportes a la defensa del Patrimonio Nacional        |
| 2003 | Elegido imagen por el mes de septiembre de UNICEF Colombia por su labor en pro de los niños |
| 2003 | Imagen de la campaña para la Adopción de los perros sin pedigrí                             |
| 2004 | Amigo (embajador) de UNICEF Colombia                                                        |
| 2006 | Agente de la Paz en la campaña de la Institución Am Israel                                  |